# Nemouridae
Die Nemouridae sind die artenreichste Familie der Steinfliegen. Sie umfasst fast 400 Arten in 17 Gattungen. Die Nemouridae sind auf der gesamten Nordhalbkugel (Holarktis) verbreitet, auf der Südhalbkugel werden sie durch die ähnliche Familie Notonemouridae ersetzt. Die Familie wird in die Unterfamilien Nemourinae und Amphinemurinae aufgeteilt. Auch in Europa artenreich vertretene Gattungen sind z. B. Nemoura, Protonemura, Amphinemura, alle diese Gattungen sind weltweit mit insgesamt fast 100 Arten verbreitet. Als weitere europäische Gattung ist Nemurella mit der einzigen Art Nemurella picteti weit verbreitet.

## Merkmale
Nemouridae sind relativ kleine, meist wenig kontrastreich und düster gefärbte Steinfliegen, der Hinterleib ist oft rotbraun gefärbt. Die Flügel sind oft dunkel getrübt, manchmal gefleckt und werden in Ruhe flach ausgebreitet übereinander auf dem Hinterleib getragen. Auffallendstes Merkmal der Familie ist eine besondere Struktur des Flügelgeäders: Durch eine schräge Querader am Flügelvorderrand ergibt sich eine markante x-förmige Struktur auf dem Vorderflügel. Dieses Merkmal ist allerdings nicht ganz verlässlich, weil es gelegentlich auch bei Vertretern anderer Familien auftritt. Die Nemouridae haben kurze, nur eingliedrige Cerci, die niemals lange Schwanzfäden ausbilden. Bei den Männchen sind sie ein Bestandteil des komplizierten Begattungsapparates, der das gesamte Hinterende einnimmt und dessen besondere Strukturen in der Regel das einzige Merkmal zur sicheren Artbestimmung bilden; viele Weibchen sind deshalb nicht bis zur Art bestimmbar.
Am Kopf ist das letzte Segment der Labialpalpen zu einer flachen, runden Struktur erweitert. Die Mandibeln und Maxillen sind relativ breit, sie dienen den Tieren zur Nahrungsgewinnung, die durch Abschaben von pflanzlicher Substanz, meist Algen oder teilweise zersetztem Detritus, erfolgt. Die drei Segmente des Thorax sind etwa gleich groß, der Prothorax ist rechteckig und oben von Haaren und kurzen Dörnchen besetzt. Das zweite Tarsalsegment der Beine ist immer deutlich kürzer als das erste. Das Hinterleibsende der Männchen trägt kompliziert gebaute Begattungsorgane. Beim Weibchen ist die Bauchplatte (Sternit) des siebten Segments meist nach hinten verlängert und formt eine Subgenitalplatte.
Die Imagines der meisten Arten sind flugfähig, aber wenig flugaktiv und meist in der Nähe der Larvalgewässer zu finden. Bei Störung lassen sie sich häufig fallen und versuchen eher im Pflanzengewirr abzutauchen, als wegzufliegen. Die nordamerikanische Gattung Nanonemoura ist flügellos.

## Larven
Die Larven der Nemouridae ähneln in der Körpergestalt sehr den Imagines, nur dass Flügel und Begattungsorgane fehlen und am Hinterleibsende immer zwei verlängerte Schwanzfäden (die Cerci) sitzen. In der Halsregion (Cervikalregion) hinter dem Kopf sitzen bei einigen Gattungen markante schlauch- (z. B. bei Protonemura) oder büschelförmige (z. B. bei Amphinemura) Kiemen an, die für die jeweilige Gattung sehr charakteristisch sind. Die Kiemen sind in der Regel an den Imagines als geschrumpfte Kiemenrudimente noch gut erkennbar. Die Flügelanlagen der Larven sind als starre Flügelscheiden ausgebildet, die in der Regel bei allen Arten der Familie in charakteristischer Form schräg nach hinten abstehen. Der Körper wirkt relativ gedrungen, nicht so langgestreckt wie derjenige der verwandten Familien Leuctridae und Capniidae. Am gesamten Körper, besonders aber an den Femora der Beine sitzen meist starke, dornförmige Borsten, die aber auch fehlen können.

## Ökologie und Lebensweise
Nemouridenlarven sind typische Bewohner von kalten, klaren Bächen (Rhithral) und Quellen (Krenal). In Flüssen (Potamal) fehlen sie hingegen weitgehend. Nur wenige Gattungen und Arten leben in stehenden Gewässern, darunter der Ubiquist Nemoura cinerea, der als eine der wenigen Arten der Steinfliegen auch stärker verschmutzte Gewässer besiedeln kann. Besonders artenreich besiedelt sind Gebirgsbäche, in denen ohne weiteres dreißig Arten nebeneinander vorkommen können, die allerdings im larvalen Stadium einander so ähnlich sind, dass sie nicht bestimmbar sind. Viele Arten sind Endemiten von Gebirgen, z. B. sieben Arten in den Alpen und fünfzehn in den Pyrenäen. Die Tieflandregionen besitzen in der Regel keine nur dort vorkommenden Arten.
Nemouridenlarven leben am Gewässergrund, auf Kies oder Steinen oder auf Falllaub. Nur wenige Arten kommen häufiger auf Weichsubstraten wie Sand oder auf Wasserpflanzen vor. Die meisten Arten raspeln organische Substanz wie z. B. Falllaub ab („shredder“), oder sie sammeln feinere Partikel vom Grund auf, wenige grasen den Biofilm aus Algen und Mikroorganismen auf der Oberfläche von Steinen ab.
Die Larvalentwicklung der Nemouriden dauert in der Regel ein Jahr (monovoltin). Im hohen Norden brauchen manche Arten zwei Jahre (semivoltin).

## Fossilien
Tiere mit den Merkmalen der rezenten Familie, aber einigen Plesiomorphien wie z. B. dreigliedrigen Cerci, liegen in exzellenter Erhaltung aus Sibirien und aus der Inneren Mongolei (China) vor. Für sie wurde eine Familie Protonemouridae (nicht zu verwechseln mit Protonemurinae, ohne o!) aufgestellt, die die Stammgruppe der Nemouridae und Notonemouridae bilden soll. Es liegen sowohl fossile Imagines wie auch Larven vor, die in den meisten Merkmalen den rezenten Formen weitgehend entsprechen. Die Entwicklungslinie der Familie ist damit im Alter sicher mesozoisch, vermutlich jurassisch.